# Коллен, Питер
Питер Коллен (нидерл. Pieter Collen; род. 20 июня 1980, Гент, Бельгия) — бельгийский футболист, центральный защитник. Выступал за «Фейеноорд» и ряд других нидерландских и бельгийских клубов. Обладатель Кубка УЕФА.

## Клубная карьера
Коллен начал свою профессиональную карьеру в своем родном «Генте». Он защищал бело-голубые цвета 2 сезона до переезда в Нидерланды. В «Витессе» он не провел ни одного матча и перебрался в стан их соперников НЕК в следующем году. В Неймегене он стал игроком стартового состава и блестяще провел свой второй сезон в клубе. Благодаря этому «Фейеноорд» заинтересовался им и подписал с ним контракт.
После того, как Коллен прибыл в Роттердам, он оказался на скамейке запасных. Благодаря старательной работе на тренировках, он пробился в основу и сыграл несколько хороших матчей в высшем нидерландском дивизионе, а также в Лиге чемпионов. Тем не менее, череда травм и длительный период реабилитации выбили его из строя до конца сезона 2002 года. Едва оправившись от травмы, Коллен был отдан в аренду в НАК Бреда, но получил ещё одну серьёзную травму и вернулся в «Фейеноорд».
Переломный момент наступил в середине сезона 2003/04, когда Коллен был снова отдан в аренду в НАК, где отыграл 51 матч в полутора сезонах. «Фейеноорд» вернул его в Роттердам, Эрвин Куман использовал Коллена лишь как игрока ротации. Вновь оправившись от травмы в феврале, он начал регулярно выходить на поле и был признан игроком матча несколько раз. В сезоне 2007/08 он выпал из первой команды и играл только за резервистов «Фейеноорда». В январское трансферное окно Коллен вернулся на родину, подписав контракт с «Сент-Трюйденом» до 2010 года. Однако уже в конце следующего сезона контракт был расторгнут.
Для поддержания физической формы Коллен тренировался с НЕКом в первой половине сезона 2008/09. Во второй половине он предоставил свои услуги команде «Камбюр», выступавшей в первом дивизионе Нидерландов. После неудачной попытки заработать полноценный контракт в клубом он отправился в бельгийский второй дивизион, в «Беверен».
11 января 2010 года Коллен подписал контракт с австралийским «Брисбен Роар» до конца, заменив бывшего капитана команды Крейга Мур. 6 мая было объявлено, что он Коллену не предложат новый контракт на следующий сезон, несмотря на более ранние заявления о заинтересованности клуба в услугах игрока.

## Достижения
Фейеноорд
- Обладатель Кубка УЕФА: 2001/02